# Cylindromyia ochrescens
Cylindromyia ochrescens là một loài ruồi trong họ Tachinidae.